# Reazione a catena della ligasi
La reazione a catena della ligasi  (o Ligase chain reaction, LCR) è una variante della reazione a catena della polimerasi (Polymerase chain reaction o PCR).
È una metodica che permette l'amplificazione di materiale genetico sfruttando un processo ciclico che viene ripetuto più volte. A differenza della PCR, però, viene sfruttata l'azione di una ligasi termostabile e la presenza di quattro oligonucleotidi in grado di appaiarsi, a due a due, a specifiche sequenze della molecola di DNA. Nella soluzione in cui si trova il materiale genetico si aggiunge la ligasi, gli oligonucleotidi (in quantità elevata), dessossiribonucleotidi trifosfati ed una DNA-polimerasi anch'essa termostabile.
Dopo che il DNA è stato denaturato, aumentando la temperatura della soluzione in cui si trova, si procede ad un raffreddamento che permette l'ibridazione degli oligonucleotidi con le sequenze bersaglio ad essi complementari.
A questo punto la DNA-polimerasi sfrutta gli oligonucleotidi ibridizzati come inneschi ed inizia a sintetizzare un nuovo filamento di DNA usando quello di partenza come stampo. L'azione della polimerasi fa sì che i due oligonucleotidi vengano collegati tra loro tramite il filamento neosintetizzato. Questi tre filamenti, però, non sono ancora uniti; a questo provvede la ligasi attraverso la formazione di  legame covalente tra di loro.
In tale modo viene a crearsi un filamento unico che verrà utilizzato come stampo nei cicli successivi.
Tutto il processo è riassunto nel seguente schema:
Qualora la distanza tra i due oligonucleotidi sia inferiore a tre nucleotidi si può utilizzare solamente la ligasi per svolgere tutto il processo.
La LCR sembra essere più specifica e sensibile della PCR ed arriva a distinguere mutazioni di una sola base.
Anche per la LCR sono state ideate alcune varianti:
- G-LCR (LCR gap)

- AG-LCR (LCR gap asimmetrica)